# Vithall
Vithall är en ö i Lurö skärgård, Eskilsäters socken, Säffle kommun.
Vithall var befolkad under många hundra år men saknar nu bofast befolkning. Fiskarbonden på Vithall omkom 1883 tillsammans med tre andra då deras båt gick på grund vid Klövskär norr om Vithall. 1895 flyttade en före detta sjöman från Lurö till gården och slog sig ned som fiskarbonde. Han fungerade även som fyrvaktare vid fyren på Klubben norr om Vithall. Gården övertogs 1928 av deras son och dotter, som ogifta bodde kvar där under större delen av sina liv. De utvecklades efterhand till något av original då livet fortsatte som på föräldrarnas tid. Den enda modernitet de skaffade sig var en Kristallmottagare. 1933 upphörde de med jordbruket men fortsatte att bruka betesmarken på ön. 1959 blev de dock för skröpliga för att kunna bo kvar och tvingades flytta in till fastlandet. De avled båda 1961. Deras stuga från början av 1800-talet gjordes senare om till museum av fyrvaktarparet på Lurö.

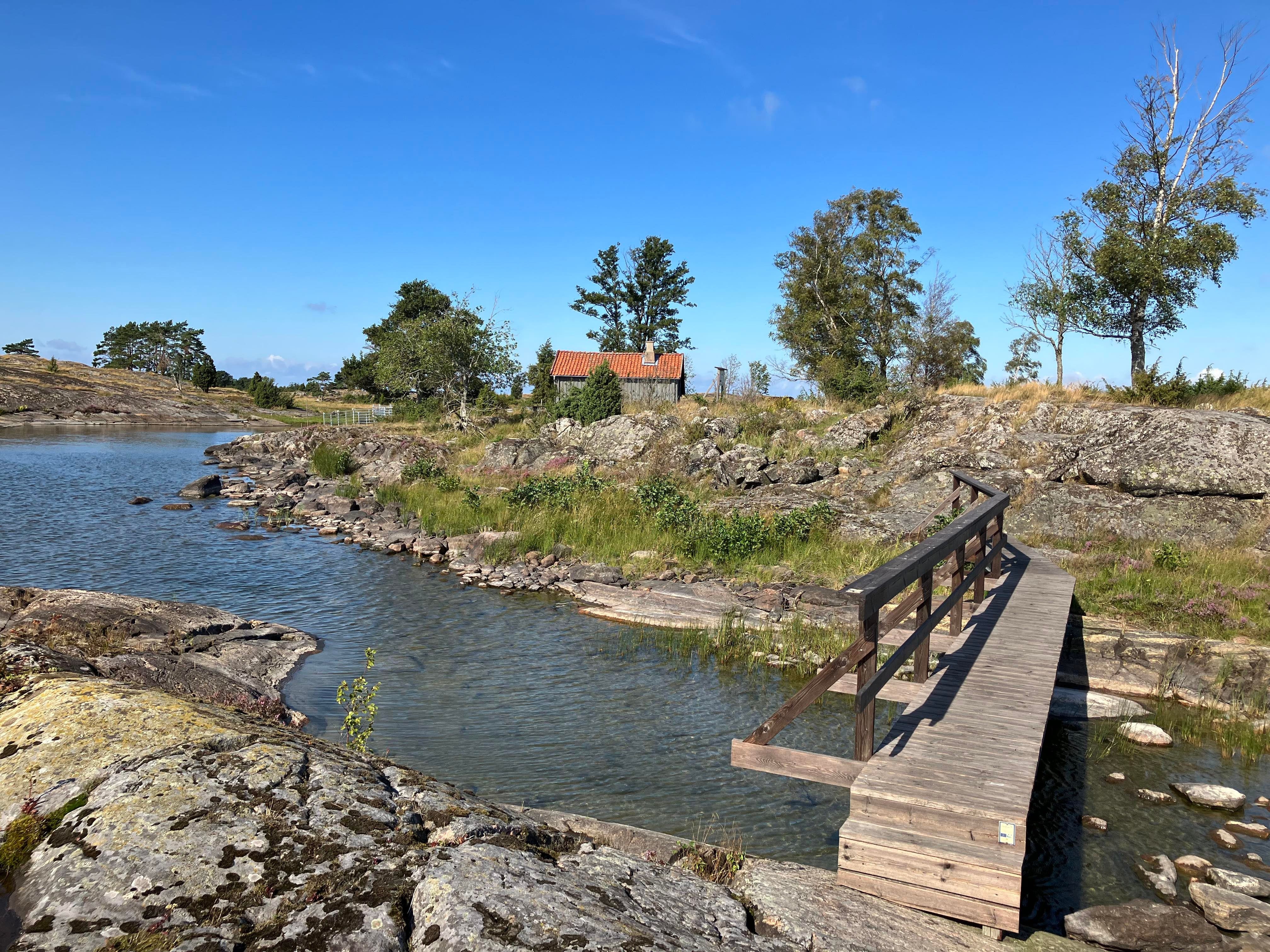
Landstigning på Vithall i Lurö skärgård